# Molophilus bifidus
Molophilus bifidus là một loài ruồi trong họ Limoniidae. Chúng phân bố ở miền Cổ bắc.